# Championnat d'Angleterre de football 1979-1980
Navigation
Édition précédente Édition suivante
La 81e édition du championnat d'Angleterre de football est remportée par Liverpool FC. Le club liverpuldien conserve son titre en finissant deux points devant Manchester United et gagne son douzième titre de champion d'Angleterre. 
Liverpool FC se qualifie pour la Coupe des clubs champions en tant que champion d'Angleterre. Nottingham Forest accompagne Liverpool en Coupe des clubs champions comme tenant du titre, son deuxième d'affilée. West Ham United, vainqueur de la coupe d'Angleterre se qualifie pour la Coupe des vainqueurs de coupe. Manchester United et Ipswich Town se qualifient pour la Coupe UEFA au titre de leur classement en championnat. Wolverhampton Wanderers les accompagne en tant que vainqueur de la Coupe de la Ligue.
Le système de promotion/relégation ne change pas : descente et montée automatique, sans matchs de barrage pour les trois derniers de première division et les trois premiers de deuxième division. À la fin de la saison Bristol City, Bolton Wanderers et Derby County sont relégués en deuxième division. Ils sont remplacés par Leicester City, Sunderland AFC et Birmingham City.
L'attaquant anglais Phil Boyer, de Southampton FC, remporte le titre de meilleur buteur du championnat avec 24 réalisations.

## Classement
|    | Équipe                  | Joués | Victoires | Nuls | Défaites | Buts pour | Buts contre | +/- | Points |
| -- | ----------------------- | ----- | --------- | ---- | -------- | --------- | ----------- | --- | ------ |
| 1  | FC Liverpool            | 42    | 25        | 10   | 7        | 81        | 30          | +51 | 60     |
| 2  | Manchester United       | 42    | 24        | 10   | 8        | 65        | 35          | +30 | 58     |
| 3  | Ipswich Town            | 42    | 22        | 9    | 11       | 68        | 39          | +29 | 53     |
| 4  | Arsenal FC              | 42    | 18        | 16   | 8        | 52        | 36          | +16 | 52     |
| 5  | Nottingham Forest       | 42    | 20        | 8    | 14       | 63        | 43          | +20 | 48     |
| 6  | Wolverhampton Wanderers | 42    | 19        | 9    | 14       | 58        | 47          | +11 | 47     |
| 7  | Aston Villa             | 42    | 16        | 14   | 12       | 51        | 50          | +1  | 46     |
| 8  | Southampton FC          | 42    | 18        | 9    | 15       | 65        | 53          | +12 | 45     |
| 9  | Middlesbrough FC        | 42    | 16        | 12   | 14       | 50        | 44          | +6  | 44     |
| 10 | West Bromwich Albion    | 42    | 11        | 19   | 12       | 54        | 50          | +4  | 41     |
| 11 | Leeds United            | 42    | 13        | 14   | 15       | 46        | 50          | -4  | 40     |
| 12 | Norwich City            | 42    | 13        | 14   | 15       | 58        | 66          | -8  | 40     |
| 13 | Crystal Palace          | 42    | 12        | 16   | 14       | 41        | 50          | -9  | 40     |
| 14 | Tottenham Hotspur       | 42    | 15        | 10   | 17       | 52        | 62          | -10 | 40     |
| 15 | Coventry City           | 42    | 16        | 7    | 19       | 56        | 66          | -10 | 39     |
| 16 | Brighton & Hove Albion  | 42    | 11        | 15   | 16       | 47        | 57          | -10 | 37     |
| 17 | Manchester City         | 42    | 12        | 13   | 17       | 43        | 66          | -23 | 37     |
| 18 | Stoke City              | 42    | 13        | 10   | 19       | 44        | 58          | -14 | 36     |
| 19 | Everton FC              | 42    | 9         | 17   | 16       | 43        | 51          | -8  | 35     |
| 20 | Bristol City            | 42    | 9         | 13   | 20       | 37        | 66          | -29 | 31     |
| 21 | Derby County            | 42    | 11        | 8    | 23       | 47        | 67          | -20 | 30     |
| 22 | Bolton Wanderers        | 42    | 5         | 15   | 22       | 38        | 73          | -35 | 25     |

## Meilleur buteur
Avec  23 buts, Phil Boyer qui évolue à Southampton termine meilleur buteur du championnat.